# Роман Кремар
Роман Кремар (справжнє ім'я — Михайло Солодуха; 5 лютого 1886, Вербиця, Королівство Галичини та Володимирії — 13 січня 1953, Едмонтон, Альберта, Канада) — український громадсько-політичний діяч, журналіст та видавець у Канаді.

## Ранні роки
Народився 5 лютого 1886 року в селі Вербиця в Королівстві Галичини та Володимирії — частині Австро-Угорської монархії. Справжнє ім'я — Михайло Солодуха. Був сином заможного й політично активного селянина. У Галичині підтримував соціалістичний рух. Вступив на правничі студії Львівського університету. Був вигнаний із закладу за свої політичні погляди в 1909 році. За іншими даними, він таки зміг закінчити навчання.

## Еміграція в Канаді
Після вигнання з університету емігрував до Канади й оселився в Едмонтоні. 1910 року став секретарем Федерації українських соціал-демократів (ФУСД). Через відмінності в політичних поглядах із редакторами газети «Робочий народ» 1911 року покинув ФУСД і створив власну організацію — Федерацію українських соціалістів. Редагував її друкований орган — газету «Нова громада» (1911—1912). Згодом змінив свої політичні погляди й відійшов від соціалізму. У січні 1913 року заснував нову газету — «Новини». Редагуючи газету, Кремар активно протистояв москвофільській пропаганді в Альберті. У січні 1914 року заснував «Українську Народну Організацію», що вела активну політичну діяльність у Західній Канаді. Безуспішно боровся за двомовні школи в Альберті, де другою мовою навчання мала стати українська.
У 1915 році брав участь у виборах до Законодавчих зборів Альберти від округу Вітфорд у списку Прогресивно-консервативної партії Альберти, проте поступився Андрієві Шандро, набравши 484 голоси або 40,98 % голосів.
Під час Першої світової війни, в 1917 році, вступив до канадської армії й домігся заснування «Українського легіону». Проте через вплив москвофілів, які писали на Кремара доноси зі звинуваченнями, що той був агентом Австро-Угорщини, легіон вислали, а самого Кремара звільнили з армії.
Водночас Кремар радикально змінив свої політичні погляди в бік консерватизму та став підривати діяльність провідних українофілів Альберти у власних статтях на сторінках «Новин». У 1918 році він перебрався до Вінніпега, де став редактором газети «Канадійський русин», яку наступного року перейменував на «Канадійський українець». Водночас він став католиком, а згодом став радником українського католицького єпископа Никити (Будки).
До кінця життя Кремаром опікувався Никола Пилипів — син першого українського емігранта до Канади Івана Пилипова.
Після Другої світової війни Кремар написав англомовний твір «Поза межами добра і зла»; розповідь розпочинається в Альбертському університеті, а згодом автор описує східну Канаду, Велику Британію, Францію, Німеччину. Кремар не встиг опублікувати свій твір.
Помер в Едмонтоні 13 січня 1953 року. Похорон організувало едмонтонське військове керівництво. Заупокійна служба відбулася в українському католицькому соборі святого Йосафата. Поховали Кремара на військовому кладовищі.